# 从订单到收款
从订单到收款(OTC 或 O2C)流程通常指用于接收和处理客户订单。 其他顶级业务流程包括从商机到订单, 从采购到付款，从雇佣到退休，从设计到运营等等。
所有这些顶级流程都是通过业务流程的重新设计，调整企业架构和IT解决方案来实现。而企业资源规划（ERP）系统的实施是一种具体方式（如SAP ERP，Oracle，Microsoft Dynamics）。
在许多商业模式中，契约关系首先通过合同或订阅建立， 然后通过不同的销售渠道接收订单（例如电话，传真，电子邮件，互联网或销售人员）。 契约关系确认之后，订单通过运输和物流履行。 关键事件完成后，将生成发票并登记为销售额。如果款项尚未收到，则通过催款周期记录和追讨债务，直至收到资金。订单到收款最终由客户服务流程完成（查询，请求和投诉）。
通常将ERP系统流程分为以下九个子流程：
- 客户获取
- 订单录入（创建订单/预订订单）
- 订单履行
- 分销
- 开票/进销存
- 客户付款/收款
- 现金申请
- 扣减（如果存在支付短缺）
- 采集